# StarCraft: Brood War
StarCraft: Brood War е разширение (expansion pack) за играта StarCraft на Blizzard Entertainment, пуснато през 1998 година.

## Обща информация
Внимание:  Текстът по-долу разкрива сюжета на произведението (или части от него)!
Това разширение добавя по една нова кампания и по две нови единици за всяка раса, нови технологии за развиване в играта, нови декори за карти и нова музика. Кампаниите продължават историята от мястото, където първоначалният StarCraft свършва: Оувърмайндът е унищожен от пожертвалия се Тасадар, родната планета на Протосите Айур е опустошена от Зергите, а Кериган остава в своята зергска форма.
Първата от новите кампании включва Протосите и по-точно, Тъмните Тамплиери (the Dark Templars), и по-голямата част от нея се развива на техния роден свят Шакурас. Втората кампания проследява новопристигналите армии на Директората на Обединената Земя (the United Earth Directorate) под командването на Адмирал Дю Гал, а главен герой на третата кампания (на Зергите) е Кериган.

## Сюжет
Внимание:  Текстът по-долу разкрива сюжета на произведението (или части от него)!

### Епизод IV
Това е кампанията на Протосите.
След саможертвата на Тасадар, Зергите на Айюр изпадат в безредие, но все още са твърде многобройни. Протоските бежанци се изтеглят на Шакурас, родния свят на Тъмните Тамплиери, въпреки протестите на Алдарис, водачът на Конклава. Но зергите ги следват и там. Протосите и Тъмните Тамплиери колебливо се съюзяват със зергските сили на Сара Кериган, след като тя им обяснява, че вече е извън контрола на Оувърмайнда, но нов Оувърмайнд расте на вулканичния свят Чар. Кериган ги моли за тяхната помощ в унищожаването му преди да достигне зрялост. Протосите искат услугата да им бъде върната – два древни кристала, създадени със силите на тъмните и Върховните Тамплиери, трябва да бъдат открити, за да бъдат разгромени враговете на Шакурас. Кристалите са открити и Оувърмайндът е осакатен, за да се забави развитието му. Докато траят битките, огромна флота на Тераните от далечния Обединен Земен Директорат се намесва, а Алдарис, обезпокоен от съюза им с Кралицата на Остриетата и доверието, оказано към нея от Тъмните Тамплиери, събира поддръжници и обявява война на Зератул и Тъмните Тамплиери. Преди да обяви защо е започнал въстанието, Кериган го убива и бива прокудена от Шакурас. Двата кристала, пропити със силата на двата тамплиери, са събрани в храм на Ксел'Нага на Шакурас. Двете енергии се сливат и унижават всички Зерги на планетата, спасявайки Протосите и техния нов дом.

### Епизод V
Това е кампанията на Тераните.
Играчът се присъединява към Експедиционния флот на Обединения Земен Директорат (ОЗД), на който е възложено да изпълни 3 задачи:
1. Да подчини теранските светове в този сектор на галактиката;
2. Да подчини Зергите, като хване техния Свръхразум;
3. Да неутрализира протоското присъствие в сектора;
Въпреки всичко властните им действия бързо ги превръщат във врагове на различните фракции на Зергите и Протосите. Първият техен враг, който бива покосен, е Теранският Доминион на Арктуръс Менгск. Първата мисия е при Боралис – столицата на ледената планета Бракскис. Там те трябва да унищожат Доминионската база и да вземат нужните данни, но нямат нужния газ, за да строят нужните машини. Не след дълго намират конфедератските сили на лейтенант Самир Дюран. ОЗД се съюзява с него и той им казва, че базата му има един гейзер. Накрая съюзените сили опустошили вражеската база и взели нужните данни. След това отиват на Дайларианските Корабостроителници, които осигуряват нужните кораби за Доминиона. Тяхната тактика е да откраднат бойни крайцери, които да ги унищожат. Мисията била успешна, но когато ОЗД мисли, че е победила, бойните крайцери на Адмирал Едмънд Дюк се появяват и той дава команда на вражеските сили да спрат. ОЗД отново печели. После отиват на Тарсонис. Мисията им е да унищожат Пси-Дизруптора (по внушение на Самир Дюран), за да попречат да попадне във вражески ръце.
Най-накрая въпреки разногласията, породени от интригите на енигматичния лейтенант Самир Дюран, който настройва адмирал дьо Гал срещу неговия заместник и приятел от детинство, вицеадмирал Алексей Стуков, флотата на ОЗД се отправя към Корхал. Отново победа за земляните. Менгск се опитва да избяга на борда на крайцера си Норад ІІІ. Силите на ОЗД го обграждат и точно преди да го арестуват се появява Рейнър и присъединилите се към Ездачите на Рейнър Протоски сили. Менгск се измъква. ОЗД го проследява до протоската планета Айюр. Земляните разрушават Командния център на Рейнър, но те отново се измъкват през напълно действаща Телепортна врата. ОЗД зарязва опитите да ги хванат и се съсредоточават върху Зергите. Експедиционният флот успява да залови и пороби новия Свръхразум, придобивайки почти пълен контрол върху Зергите в сектора. Но победата на Обединения Земен Директорат в сектора Копрулу е краткотрайна...

### Епизод VI
Това е кампанията на Зерговете.
Играчът влиза в ролята на Церабрета на рода Джормунганд, останал лоялен на Кериган чрез откъсването му от младия Овърмайнд. След като въдворява ред в базите си на Тарсонис нападнати от побеснелите вследствие на Пси Дисруптора Зерги, които са извън нейния контрол, тя се приготвя за своя голям план заедно със своя помощник Дуран. Кериган сключва опасен и странен съюз с император Менгск 1 и неговия Терански Доминион, както и с протоските сили на Айур под командването на Джим Рейнър и Феникс. След няколко мисии тя успява да освободи Корхал от присъствието на ОЗД и техните Зерги. След което прави невероятно предателство след като е победила на Корхал рано сутринта, докато всички в базите на Съюзниците ѝ спят, тя напада и убива едновременно генерал Едмънд Дюк (дясната ръка на Менгск) и Феникс, за който Джим Рейнър се заклева, че ще отмъсти. След това предателство тя праща Дуран на протоския граничен пост Телемантрос, където да създаде диверсия, докато тя отвлече Матриарха на Тъмните Тамплиери – Рашагал. След нейното отвличане тя изнудва Зератул да убие за нея Овърмайнда, поради това че само силата на Тъмните Тамплиери е способна на това. След смъртта на Овърмайнда, когато Зератул си иска обещаното – своя Матриарх, се оказва, че тя вече е подвластна на Кралицата на Остриетата. Зератул е принуден да призове Пространствено Оттегляне от Арбитри, за да премести Матриарха на безопасно място, където я поставя в Стазисна Камера. Но след като Кериган намира и унищожава базата на протосите, преди да напуснат Чар Зератул, е принуден да убие Рашагал, за да не стои под контрола на Кериган. Тук тя проявява невероятна бруталност като го оставя да си тръгне без да се бие и да се бори със собствените си страхове, заради това че е убил Матриарха си. Точно преди най-важната битка за Кериган Дуран изчезва мистериозно.
Настава най-епичната битка в Родовите войни – битката за командната платформа на Кериган в орбита около Чар. Поради това че силите ѝ още са на повърхността и на други планети и тя е принудена да се бори само с личните си сили от рода Джормунгад. Едновременно е нападната от Теранския Доминион и неговия император Менгск, Протоския флот под командването на Преатор Артанис и от последната част от експедиционната флота на адмирал ДуГал.
Първи падат силите на Доминиона, последват ги и протоските сили, а за Адмирал Джерард ДуГал настъпва краха – неговата капитулация е отхвърлена, а флотът е оставен да се опита да стигне Земята, но безуспешно. Зергите ги настигат и преди началото на битката адмирал Джерард ДуГал слага край на живота си с личното си оръжие. Преди това той изпраща писмо на жена си, че мисията му се е провалила, че Алексей Стуков е бил убит, но не в битка, а от самия адмирал. Накрая моли да каже на децата им, че баща им е умрял в битката. Нито една машина на ОЗД не се връща обратно, а Кериган става най-силната фигура в сектора Копрулу, след като всичките ѝ врагове са сразени и с подвити опашки. Тя стои в тъмнината на своята платформа над планетата Чар и обмисля следващите си зловещи ходове. Праетор Артанис се връща на Шакурас, за да започне престрояването на тяхната раса. А „Императорът“ започва да оправя своя безценен Доминион и планира какво да направи срещу Кериган.

### Прелюдия (Тъмен изход)
След предпоследната мисия на Зергите се отваря тайната мисия в това разширение, но само ако се мине за време под 25 минути.
Там сте в ролята на един от помощниците на Зератул и отивате на една от тъмните луни на Браксис, където откривате малко теранско укрепление и множество енергийни отпечатъци в Стазисни Камери. Повечето се оказват протоски войни; някой обаче са зерги. След като мистерията се развива, се появява и „кукловодът“ на това „шоу“ – Самир Дюран. Когато Зератул поглежда последната камера и проверява данните от нея, се оказва, че пред него стои Протос/Зерг Хибрид. А неговият създател е Дуран, който според думите си „служи на много по-велика сила“. Зератул унищожава хибрида, но Дюран му казва, че в галактиката има още хиляди, готови да се събудят и че „младият“ Зератул никога няма да може да ги унищожи, преди да се събудят за своята мисия.
Зератул напуска луната много объркан и поема по своя път, без да се върне при своите протоски другари... Знаейки за хибридите и мислейки за това, което му е казал Дуран.

## Нови единици
Терани:
- Valkyrie („Валкирия“) – Въздушна единица, която може да изстрелва залп от 8 ракети, нанасящи разпръснати поражения на вражеските въздушни единици, всяка ракета нанася по 5 точки поражение, което прави „Валкирията“ ефективна ПВО единица.
- Medic („Медик“) – Пехотна единица за поддръжка, способна да лекува всички биологични наземни единици (включително SCV-тата) и да ослепява вражески единици, да разкрива заровени такива (само Зерги), също както и да премахва редица противникови „магии“ от съюзническите единици.

Зерги:
- Devourer („Поглъщач“) – Въздушна единица, еволюираща от муталиските, която изстрелва киселинни спори. Те намалят бързината на презареждане на огъня на противниковите въздушни единици. Атакува само по въздух. Единственият проблем е, че зарежда бавно.
- Lurker („Потайник“) – Наземна единица, която може да атакува само наземни единици и само когато е под земята; на повърхността са напълно безпомощни.

Протоси:
- Dark Archon („Тъмен Архон“) – Поддържаща единица, която притежава способността да зашеметява няколко биологични единици наведнъж (maelstrom), да отнема енергията на единици (feedback) и да подлага на „умствен контрол“ (mind control) вражески единици.
- Corsair („Корсар“) – Въздушна единица, която нанася бързи, разпръснати щети на други въздушни единици, и може да изстрелва „смущаваща мрежа“ (disruption web), пречеща на наземните единици и сгради в засегната площ да атакуват.

## Награди
- Продължение на годината – Computer Gaming World
- Най-добър експанжън пакет – Gamespot
- 97% рейтинг – GameFan
- Оценка 9,1 от 10 – GameSpot
- Оценка 9 от 10 – Gamesmania
- Оценка 8 от 10 – PC Accelerator
- Оценка 5 от 5 – Warzone
- Оценка 4 от 5 – C/NETGamecenter
- Най-добър пакет мисии – PC Accelerator